# Ogdensburg (New York)
Ogdensburg je grad u američkoj saveznoj državi New York. Prema popisu stanovništva iz 2010. u njemu je živjelo 11.128 stanovnika.